# The Serpent Power
I Serpent Power sono un gruppo di San Francisco formatosi alla fine del 1966 dal poeta e musicista David Meltzer. Meltzer, originario di Rochester, nello stato di New York, si trasferisce col padre prima a Los Angeles, e poi a San Francisco dove inizia a scrivere poemi e a interessarsi di folk music. Alla fine degli anni 50 entra in contatto con esponenti della cultura beat del dopo Ginsberg e Kerouac, nel distretto North Beach di San Francisco. Alcune sue performances di poesia e musica sono registrate da Jim Dickson (futuro manager dei Byrds) per un album che non vedrà mai la luce. Il declino della beat generation e la conseguente impossibilita' di vivere e operare come poeta lo spingono verso la musica.

## Storia
Nel 1962 Meltzer forma il suo primo gruppo con la futura moglie Tina e un esperto banjonista, tale J.P.Pichens; il repertorio e'essenzialmente bluegrass ma si evolve gradualmente verso il folk blues con l'ingresso di due membri (Joe e Jim Edmiston, chitarristi e gemelli). Il gruppo (prima chiamato Mighty Mouse String Band, poi Snopes Country Camp Followers) raggiunge l'apice del successo al S.F. Folk Festival alla fine del 1965, poi si scioglie lasciando David e Tina a proseguire come duo. Meltzer in questo periodo suona con numerosi musicisti della baia, Jim Gurley e Dino Valente tra gli altri, arrivando, così dicono alcune voci, sino a Bob Dylan.
Dal 1965 lavora anche a un'impegnativa opera di letteratura alternativa, Rock Tao, un "lavoro di montaggio sulla cultura pop di quel periodo di transizione da Fabian ai Beatles che ristruttura e ridefinisce la possibilità della pop music". Il libro, mai pubblicato e probabilmente mai neppure terminato, prende in considerazione diversi aspetti della cultura musicale, dai brani da classifica, ai testi dei classici (James Brown, Beatles, Brian Wilson, Chuck Berry). Parti dell'opera vengono "eseguite" durante il periodo in cui Meltzer, con Ferlinghetti, partecipa alle performances della San Francisco Mime Troup di Ron Davies, aggregazione politica, culturale e teatrale, famosa per turbare la pace e l'opinione pubblica.
Una ultima parte del libro, mai scritta, avrebbe dovuto parlare del Serpent Power, in cui misticismo, yoga, esotismo, cabala e altro si fondono in una ricerca di stati d'animo ed energie interiori, connotazioni (culturali e non) molto ricercate in quegli anni. Il progetto Serpent Power si evolve incidentalmente in una forma di folk psichedelico. L'occasione è l'ennesimo beneficio di quei giorni, siamo nel Novembre 1966, a favore di un non meglio identificato Telegraph Group Neighborhood Centre. In cartellone sono i Quicksilver e Country Joe & The Fish, e Meltzer allestisce un gruppo apposta per eseguire esperimenti di musica acustica. Con i due Meltzer ci sono due giovanissimi, David Stenson e Danny Ellis, esperti musicisti e provetti sperimentatori di allucinogeni. Quel che ne esce è un lunghissimo pezzo improvvisato in cui Meltzer gradualmente allenta le corde della chitarra sino a suonare uno strumento completamente scordato.
All'esibizione perlomeno sconcertante, assiste anche Ed Denson allora fresco manager dei Fish che fa da tramite con la Vanguard Records, in cerca di nuove formazioni di folk progressivo o presunte tali. Con la prospettiva di un album, il gruppo si espande ulteriormente; entrano un organista, John Payne, e un batterista, Clark Coolidge e i sei registrano agli stessi studi dove i Fish lavorano al primo album. Ne esce Serpent Power, buon esempio di folk progressivo e psichedelico alla maniera dei Kaleidoscope; nel disco alcuni riferimenti, anche espliciti, alle nuove sostanze proibite (Up and Down, Dope Again, Flying Away) e un lungo brano di folk acido rivisitato, Endless Tunnel, ipnotico e coinvolgente (con la partecipazione "straordinaria" del vecchio amico banjoista Pickens).
I Serpent Power, nati in fondo per caso, si separano poco dopo. Meltzer allestisce una nuova formazione (con Bob Cuff dei Mystery Trend e Jim Moscoso, oltre a un poeta inglese esperto di William Blake e sufi, David Moore). Il gruppo raccoglie numerosi consensi come live band, pur non registrando alcunché. David e Tina torneranno poi al folk classico registrando con Sam Charters un secondo album per la Vanguard , Poet Song, eccellente lavoro di poesia e musica con quartetto d'archi, basato su composizioni di David e sulla splendida voce di Tina. Un ultimo album con Chester Crill (Kaleidoscope), John Guerin, Scott Hambley e Al Ross (Ridgerunners), prodotto dall'ex Animal Vic Briggs, non verrà mai edito. Alcuni poemi di Meltzer sono stati pubblicati su The Dark Continent (Oyez 1967) e Tens-Selection Poems 1961-1971 (McGraw Hill 1973).

## Formazione
- David Meltzer: voce, chitarra, armonica
- Tina Meltzer: voce
- Denny Ellis: chitarra
- David Stenton: basso
- John Payne: organo
- Clark Coolidge: batteria

## Discografia
- 1967 - The Serpent Power (Vanguard Records, VRS-9252/VSD-79252)